# Calle de Hernani (San Sebastián)
La calle de Hernani es una vía pública de la ciudad española de San Sebastián.

## Descripción

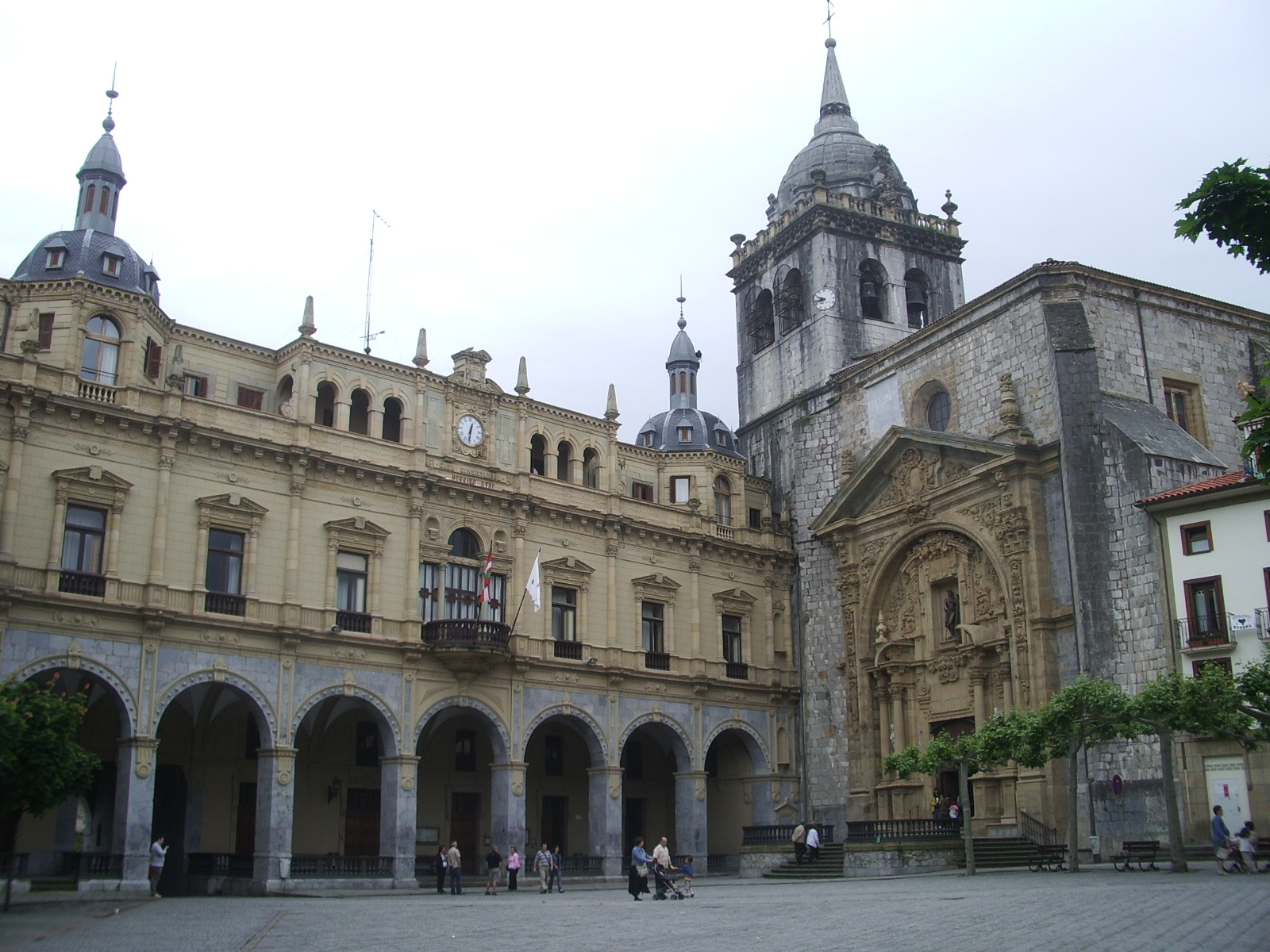
Vista del edificio del ayuntamiento de Hernani, localidad vecina que da nombre a la calle

La vía se conoció como «calle de la Aduana» entre septiembre de 1866 y septiembre de 1875, fecha esta última en la que adoptó el título actual, con el que honra a la vecina localidad de Hernani. Nace de la calle Mayor y llega hasta la avenida de la Libertad, donde entronca con la calle de Loiola. Tiene cruces con la calle de Ijentea, la alameda del Boulevard y las calles de Peñaflorida y de Andía.  Aparece descrita por partida doble en Las calles de San Sebastián (1916) de Serapio Múgica Zufiria; en el epígrafe referente a la «calle de la Aduana», se dice lo siguiente:

Calle de la Aduana.—Por acuerdo de 12 de Septiembre de 1866, se dispuso llamar asi a la actual calle de Hernani, porque en ella se hallaba emplazado el edificio de la Aduana, en el proyecto de ensanche de la ciudad, aprobado en 1864, pero más tarde se cambió de parecer y la Aduana se estableció en la actual Plazuela de Lasala, que por esta razón se llamó en su principio «Plazuela de la Aduana». Ya no tenía razón de ser el que se impusiera aquel nombre a la calle mencionada, y por acuerdo de 22 de Septiembre de 1875, se dispuso cambiarle por el de calle de Hernani. De modo que hoy no existe calle ni plazuela que lleve el nombre que va a la cabeza de estas líneas.
(Múgica Zufiria, 1916a, p. 3)

Unas páginas más adelante, en las líneas que versan sobre la actual calle, aporta Múgica Zufiria lo que sigue:

Calle de Hernani.—Se impuso a esta vía primeramente el nombre de «Calle de la Aduana» porque en el plano de ensanche estaba emplazado en dicha calle el citado edificio y también las Lonjas, habiéndose trasladado más tarde aquél a la actual Plazuela de Lasala, que antes se denominó Plazuela de la Aduana, como se ha indicado en su respectivo lugar. El 21 de Septiembre de 1875, se presentó al Ayuntamiento un escrito firmado por más de cien vecinos, exponiendo la horrible devastación que sufría la villa de Hernani, a causa del sitio que le pusieron los carlitas, y exponiendo el deseo de los firmantes de que se conmemorase el heroísmo y el inquebrantable amor a la libertad y a la patria, de que estaba dando pruebas aquella villa, poniendo el nombre de Calle de Hernani a la que se llamaba Calle de la Aduana, para simbolizar así una gloria de la Provincia, a la vez que se daba un pequeño testimonio de agradecimiento a aquel triste montón de ruinas que se llamaba Hernani. Con fecha 22 del mismo mes, se accedió a lo que se pedía. Un año después, pensó el Ayuntamiento reformar la calle citada, dando 44 metros de anchura a la que tenía 15 en el plano de ensanche, haciendo con arcadas las casas que habían de levantarse al frente de las que existen en la actualidad. La realización de este pensamiento, tenía por objeto, embellecer el recinto de la ciudad con una gran arteria de comunicación, llena de umbrosas alamedas en donde pudiera recrearse la gente en medio de fuentes murmurantes y estatuas esbeltas, o transitar hasta la playa de la Concha por la galería de arcos, sin sentir las molestias del calor en verano, ni las de la intemperie en invierno. Se hicieron diversas gestiones en dicho sentido, se obtuvieron del Estado las debidas autorizaciones, pero se cambió más tarde de pensamiento, abandonando este proyecto para dar lugar a otros.
(Múgica Zufiria, 1916b, p. 51)